# Ludwig Hess
Ludwig Hess, född 23 mars 1877 i Marburg, död 6 februari 1944 i Berlin, var en tysk tonsättare och sångare.
Hess var utbildad vid Berlins musikhögskola och var 1907–10 dirigent för konsertsällskapet i München och senare i Königsberg. Han var en högt skattad oratoriesångare, först tenor, senare baryton. Han företog vidsträckta konsertresor (bland annat till Stockholm 1910 och 1923 samt genom Nordamerika 1911–13) och utmärkte sig särskilt i Johann Sebastian Bachs kyrkliga tonverk och samtida tyska romanser. Han verkade från 1925 som sånglärare vid statliga akademin för kyrko- och skolmusik i Berlin och var dirigent för akademikören. 
Hess komponerade operan Abu und Nu, körverk, solosånger, två symfonier och en pianosextett.